# Mapbox
Mapbox es un proveedor de mapas en línea realizados por encargo para páginas webs como Foursquare, Pinterest, Evernote, Financial Times, EThe Weather Channel y Uber Tecnologías. Desde 2010, ha expandido rápidamente su nicho de mapas por encargo como respuesta a la limitada elección que ofrecen otros proveedores como Google Maps y OpenStreetMap. Mapbox es el creador, o un colaborador significativo, de algunas bibliotecas de mapeo de código abierto y aplicaciones, entre ellas la especificación MBTiles, la cartografía TileMill IDE, la biblioteca de Javascript de Leaftlet, y el estilo de mapas y analizador sintáctico (parser) CartoCSS.